# Pauridiantha liberiensis
Pauridiantha liberiensis är en måreväxtart som beskrevs av Ntore. Pauridiantha liberiensis ingår i släktet Pauridiantha och familjen måreväxter.
Artens utbredningsområde är Liberia. Inga underarter finns listade i Catalogue of Life.